# Philco
Philco (fundada como Helio Electric Company, rebatizada Philadelphia Storage Battery Company) é uma empresa estadunidense de produtos eletrônicos fundada em 1892, com o objetivo inicial de fabricar acumuladores elétricos.

## História

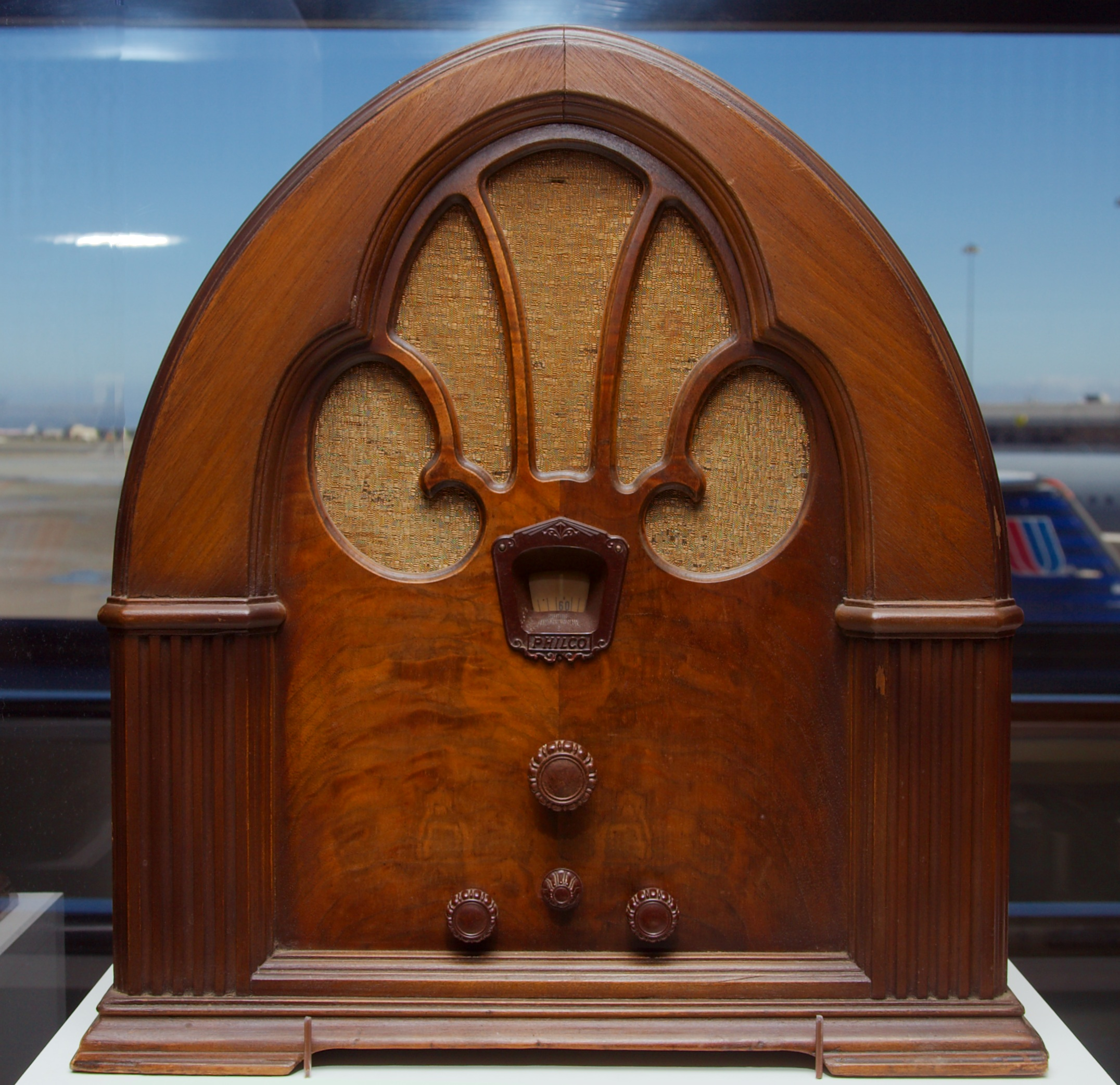
Rádio Philco 90 de 1931

A Philco nasceu oficialmente nos Estados Unidos em 1892, com o nome de Spencer Company, tendo Thomas Spencer como um de seus fundadores. Já no mesmo ano, ela mudou de nome pela primeira vez, se tornando a Helios Electric Company. A marca começou fabricando lâmpadas de arco de carbono, e quase faliu já no começo da vida porque esse produto virou obsoleto. A empresa chegou a ponto de, em 1893, a fábrica parar por duas semanas e ver parte das ações vendidas. Depois de cinco anos, outro sócio fundador e presidente, Frank Marr, conseguiu liquidar as dívidas e recomeçar.
A Helios entrou em 1906 no setor de baterias para carros, caminhões e outros veículos e mudou de nome novamente, em 25 de julho, para Philadelphia Storage Battery Company, ou Philco. Três anos depois, os faróis de carros começaram a ter luzes elétricas e a produção aumentou.
Nas décadas de 1910 e 1920, a Philco começou a focar no sistema de distribuição para todos os seus produtos, acreditando que isso seria um diferencial mundial na marca, que já expandiu para países como Argentina e Canadá. Outro sucesso veio em 1925 e foi um retificador, um equipamento que deixava donos de rádios a bateria ligarem os aparelhos em tomadas. Mais de um milhão de unidades foram vendidas e ele só parou de vender com a popularização das retificadoras a válvula.
Mas o produto que fez mesmo a marca entrar para a história foi o rádio. E ela começou a fabricar seus primeiros modelos em 1928, em dois anos virando líder de mercado nos Estados Unidos por automatizar a linha de produção, como era a de carros, mantendo design bem simples mas sem prejudicar a qualidade. Em 1931, saiu o modelo Philco 90 “Cathedral”, sendo que no Brasil outro modelo ficou conhecido por outro nome.
No fim da década, ela começou a lançar modelos de ar condicionado e geladeiras, além de um modelo de rádio operado por um controle sem fio de disco, o Mystery Control. E as invenções mais mirabolantes incluíram ainda a tecnologia de leitura de vinil Beam of Light, que vinha nos fonógrafos da marca. Ele trocava a agulha por células fotoelétricas e fazia o disco durar mais.
Durante a Segunda Guerra Mundial, assim como várias outras marcas de todo o mundo, a Philco acabou reduzindo os esforços em tecnologia para o consumidor e passou a ajudar o meio militar com rádios, radares e outros equipamentos. Mas a guerra acabou e tudo voltou ao normal. Em 1948, ela entrou em um mercado que também viraria um clássico da marca, o de televisores. Ela começou com o Model 48-1000 com 10 polegadas e anos antes até foi uma das pioneiras nos Estados Unidos com transmissão de sinal via estações.

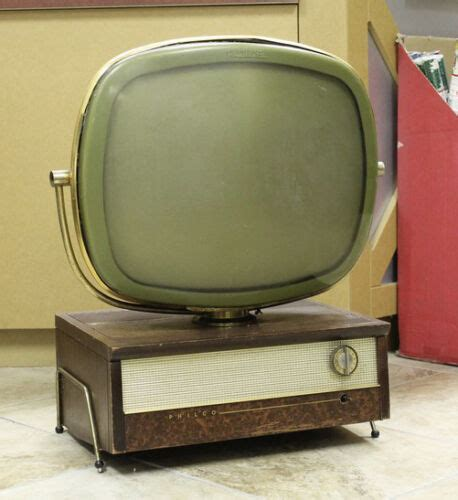
Linha Predicta 1957 - fonte ns2.holidays.net

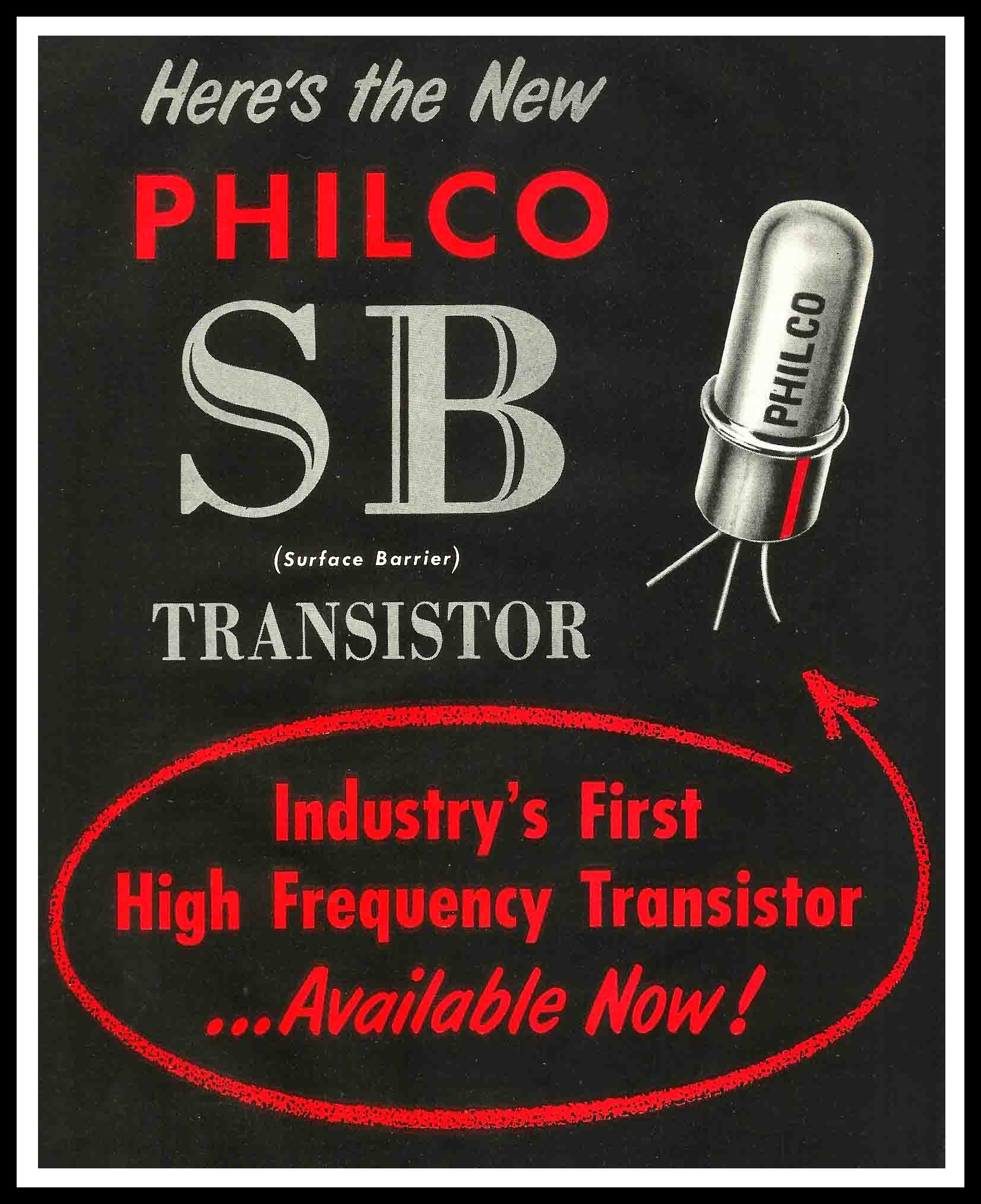
Anúncio da marca de 1955

Em 1955, vem um avanço bem técnico que revolucionou a fabricação dos seus eletrônicos: os transistores de barreira superficial, que eram mais rápidos e poderosos que os anteriores, para serem usados nos circuitos de frequência mais elevada. Os resultados vieram logo depois. Para começar, saiu o primeiro rádio automotivo de transistores produzido comercialmente em parceria com a Chrysler. Em 1957, ela ainda fazia computadores transistorizados para uso em aeronaves e teve contratos com a Marinha dos EUA. A Philco ainda entrou nesse período no mercado de lavadoras e secadoras.
Em 1957, veio a linha Predicta de televisores, com uma base e uma tela de visual futurista que ficava conectada com o dock apenas por um cabo. Ela ficou bem famosa em bares e hotéis, mas era cara de fazer e consertar. Ela virou um daqueles produtos que não foram bem comercialmente, mas viraram cult e hoje são objetos de colecionador.

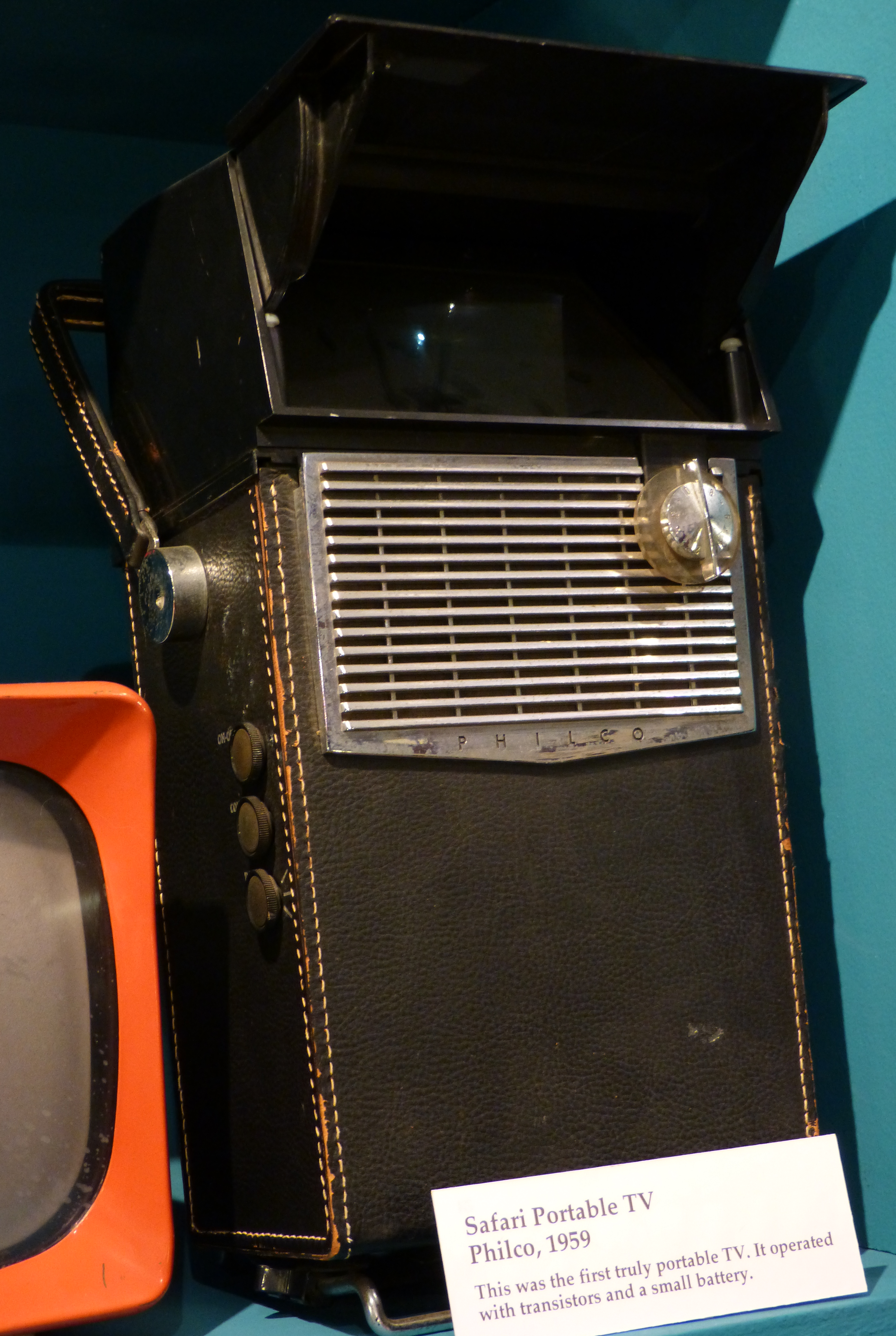
TV Philco Safari 1959

Outro item raro é a TV Safari, de 1959, a primeira transistorizada portátil, funcionando a partir de uma bateria. No fim da década de 1950, ela chegou a lançar dois computadores chamados TRANSAC S-1000 e 2000 para uso em empresas e servidores da época.
No começo da década de 1960, a Philco fechou um contrato com a NASA para ser a responsável pela rede do Programa Mercury, o primeiro de exploração espacial tripulada do país. Ela ainda cuidou de design e instalação da central controladora de missão em um dos prédios do Johnson Space Center, no Texas, tendo a estrutura aproveitada até 1998 em missões como Gemini, Apollo e do Space Shuttle, o ônibus espacial.
Depois de ser adquirida pela Ford Motor Company em 1961, a empresa foi revendida para a Philips em 1981, a fim de obter os direitos de uso da marca Philips nos Estados Unidos. A Philco mudou de dono em 1977 ao ser comprada pela White Consolidated Industries, ou WCI, que por sua vez foi comprada na década de 1980 pela Electrolux. Já nos Estados Unidos, ela chegou a ser incorporada pela Philips para resolver um caso bizarro: a Philco conseguiu na Justiça que a Philips fosse proibida de usar esse nome no país, porque os dois eram muito parecidos. Por isso, ela chegou por lá com nome de Norelco, que depois virou a linha de barbeadores elétricos. A Philips continua usando a marca Philco em eletrodomésticos promocionais e licenciou o nome para marcas próprias e produtos eletrônicos de consumo do estilo retrô, além de também licenciar a marca Philco para conversor digital de TVs analógicas no Estados Unidos.

### No Brasil
O rádio modelo capelinha começou a ser comercializado no Brasil em 1934. No ano de 1948, foi construída a primeira fábrica brasileira da marca, na cidade do Rio de Janeiro, onde foram produzidos os primeiros rádios nacionais.
Na década de 1950, teve importante participação na criação da TV brasileira, produzindo aparelhos de televisão, que na oportunidade recebiam imagens em preto e branco.
Indústria voltada ao áudio e vídeo, fez parte do grupo Ford Motor Company a partir de 1961. Na década de 1960, lançou o televisor modelo Predicta, de design avançado e futurista, e que ainda é muito utilizado em comerciais até os dias de hoje. Os aparelhos Philco desta época são então considerados os mais bem elaborados do mercado nacional, solidificando a marca nos consumidores.
Em meados da década de 1960 surge uma novidade: televisores equipados com controle remoto sem fio, uma inovação tecnológica significativa para a época, sendo uma das pioneiras no mercado.
A seguir, a Philco implanta a primeira fábrica de semicondutores do Brasil, fabricando transistores para uso próprio e para os concorrentes. Em seus comerciais decreta "o fim das válvulas": a publicidade mostra uma equipe destruindo válvulas eletrônicas de vidro. Começa a era do transistor e dos "CIs" (circuítos integrados) os atuais "chips".
Em 1972, tem início a produção de televisores em cores. Mais uma vez a Philco-Ford foi pioneira, produzindo um modelo de televisor colorido caracterizado por sua confiabilidade.
Na década de 1970 e início da década de 1980 era conhecida como Philco-Ford. Produzia televisores, rádios e toca-fitas de última geração destinados ao mercado interno e para exportação. Os auto-rádios e toca-fitas Philco eram usados na linha de automóveis da Ford brasileira e norte-americana.
Em 1977, a empresa lançou o Telejogo, o primeiro console do Brasil. Ele possuía apenas três jogos, porém foi revolucionário em sua época. O Telejogo II foi lançado em 1979 com mais opções de jogos, controle e acabamento melhorados.
Seguindo à risca a filosofia de Henry Ford de que "a verdadeira base da empresa é o serviço", a Philco-Ford cria uma grande e sólida rede de assistência técnica de primeira linha.
A partir de meados da década de 1980, num acordo de transferência de tecnologia com a japonesa Hitachi, passa a produzir equipamentos sofisticados tais como vídeo câmeras e videocassetes. Os produtos passaram a sair de suas linhas de montagem com o nome Philco-Hitachi.
Cansada da política imposta a empresas do setor eletrônico com capital estrangeiro e com enormes dificuldades face à lei de reserva de mercado de informática  em vigor, a Ford se desinteressou da Philco e a colocou a venda. Sem respaldo da Ford, a Hitachi descredenciou os novos proprietários e cessou a transferência de tecnologia.
Seu controle acionário foi vendido a Itautec em 1994, que a utilizou sob a bandeira Itautec-Philco, até que acabou vendendo a empresa para a Gradiente em 2005, que afetou o equilíbrio financeiro desta, já abalada com a forte concorrência das empresas de capital coreano (LG e Samsung). Como resultado, a Gradiente foi forçada a entrar com um pedido de recuperação judicial e a marca Philco foi colocada à venda.
Em 2007, a licença de uso da marca foi comprada pela Britânia Eletrodomésticos pelo valor aproximado de R$ 22 milhões (valor mais baixo ao comparado que a Gradiente pagou, uma vez que fábricas e equipamentos não foram objetos de alienação na transação), tendo o direito de uso pelo período de 10 anos. Em 2005, a Britânia já havia tentado comprar a marca, a qual a Gradiente havia ganho em um acordo a portas fechadas.
Devido à forte presença da Philco no mercado de som e imagem, a Britânia lançou produtos na mesma linha, além da linha de eletroportáteis. Com sua estratégia baseada na produção terceirizada junto a fabricantes chineses, conseguiu expandir a linha de produtos.